# 江戸相撲天明6年11月場所
江戸相撲天明6年11月場所（えどすもうてんめい6ねん11がつばしょ）は、天明6年（1786年）11月に開催された江戸相撲（大相撲の前身）の本場所。興行場所は浅草蔵前八幡。

## 幕内番付・星取表
| 東   | 東                     | 東               | 番付      | 西             | 西                  | 西   |
| 備考 | 成績                   | 力士名           | 番付      | 力士名         | 成績                | 備考 |
| ---- | ---------------------- | ---------------- | --------- | -------------- | ------------------- | ---- |
|      | 4勝2敗2分2休           | 鷲ヶ濱音右エ門   | 大関      | 谷風梶之助     | 3勝1敗6休           |      |
|      | 7勝3休                 | 小野川喜三郎     | 関脇      | 宮城野錦之助   | 4勝2敗1分3休        |      |
|      | 5勝1敗1分1預2休        | 鬼面山谷五郎     | 小結      | 沖津風磯右エ門 | 3勝2敗1預1無勝負3休 |      |
|      | 全休                   | 鷹ノ海峰右エ門   | 前頭筆頭  | 柏戸勘太夫     | 4勝1敗2分1無勝負2休 |      |
|      | 3勝1敗2分1無勝負3休    | 渦ヶ淵勘太夫     | 前頭2枚目 | 三國山兵太夫   | 4勝3敗1分2休        |      |
|      | 全休                   | 苫ヶ嶋浦右エ門   | 前頭3枚目 | 関ノ戸八郎治   | 3勝2敗1分3預1休     |      |
|      | 3勝2敗1分1預1無勝負2休 | 筆ノ海金右エ門   | 前頭4枚目 | 武蔵野幸内     | 6勝1敗1預1無勝負1休 |      |
|      | 1勝2敗7休              | 八ツヶ峰住右エ門 | 前頭5枚目 | 出羽海金蔵     | 4勝3敗1分2休        |      |

## 備考
- この時代の江戸相撲においては優勝力士という概念は存在していないが、後に定められた優勝制度を遡って準用することができる。本場所においては、小野川が優勝相当となる。
- 5日目の小野川 - 三國川の取組で、小野川が突き出しで勝った。その時西方の控えにいた谷風が「三國山は立ち合い中だったのだから、やり直すべきだ」ともの言いをつけた。それに対して行司の木村庄之助は声を合わせて立ったと反論した。しかし相手が大関であり、また仙台藩抱えであったため、頭取たちが預にすることを提案。庄之助も承知したが、その場で会場に小野川の勝ちを宣言。谷風ら仙台力士衆が立腹してまた大もめになったが、庄之助は頑として曲げず、小野川の勝を重ねて宣言してそのまま土俵を降りた。観客は庄之助の態度を称賛し、谷風は場所の6日目以降を休場した[1]。